# Maria Teresa de Bragança, arquiduquesa da Áustria
Maria Teresa de Bragança (Kleinheubach, 24 de agosto de 1855 — Viena, 12 de fevereiro de 1944), foi a segunda filha do deposto rei Miguel I de Portugal, esposa do arquiduque Carlos Luís da Áustria, e cunhada dos imperadores Francisco José I da Áustria e Maximiliano I do México, também meia-avó do último imperador da Áustria, Carlos I.

## Biografia

### Família
Maria Teresa de Bragança foi a terceira filha do, então, já ex-infante D. Miguel de Portugal e da princesa Adelaide de Löwenstein-Wertheim-Rosenberg. Seu pai tornou-se rei de Portugal em 1828, quando depôs sua sobrinha, a rainha D. Maria II de Portugal. Ele reinou até 1834, sendo deposto e exilado após sua derrota nas Guerras Liberais e por meio da assinatura da Convenção de Évoramonte. Maria Teresa de Bragança tinha apenas onze anos de idade quando seu pai faleceu. Sua mãe educou-a ensinando-lhe a lavar suas próprias roupas e a cuidar de seus irmãos menores.

### Casamento

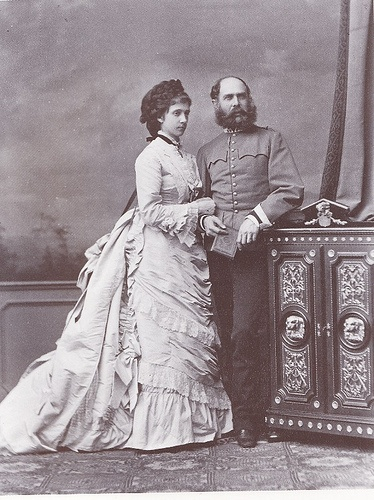
Maria Teresa com o seu marido o arquiduque Carlos Luís da Áustria.

Descrita como uma das mais belas mulheres da Europa, Maria Teresa foi a terceira esposa do arquiduque Carlos Luís da Áustria, filho de Francisco Carlos da Áustria e de Sofia da Baviera e irmão do imperador Francisco José I. A cerimônia de casamento realizou-se em Kleinheubach, em 23 de julho de 1873. A união não foi feliz, pois Maria Teresa de Bragança sofria constante assédio moral por parte do marido . Além das duas filhas, a arquiduquesa também cuidou de seus enteados - filhos da segunda esposa de Carlos Luís, a princesa Maria Anunciata de Bourbon-Duas Sicílias, falecida em 1871 - Francisco Fernando , Otto, Fernando Carlos e Margarida.
Maria Teresa de Bragança passou a ter considerável influência na corte austríaca quando a imperatriz "Sissi" retirou-se da cena social de Viena, após a misteriosa morte de seu único filho, o príncipe-herdeiro Rodolfo, em janeiro de 1889. Maria Teresa de Bragança ocupou o lugar da cunhada, participando com o imperador de recepções e cerimônias oficiais no Palácio de Hofburg até a morte de seu marido, em 1896, quando a etiqueta da corte determinou que ela se retirasse dos eventos sociais .

### Viuvez

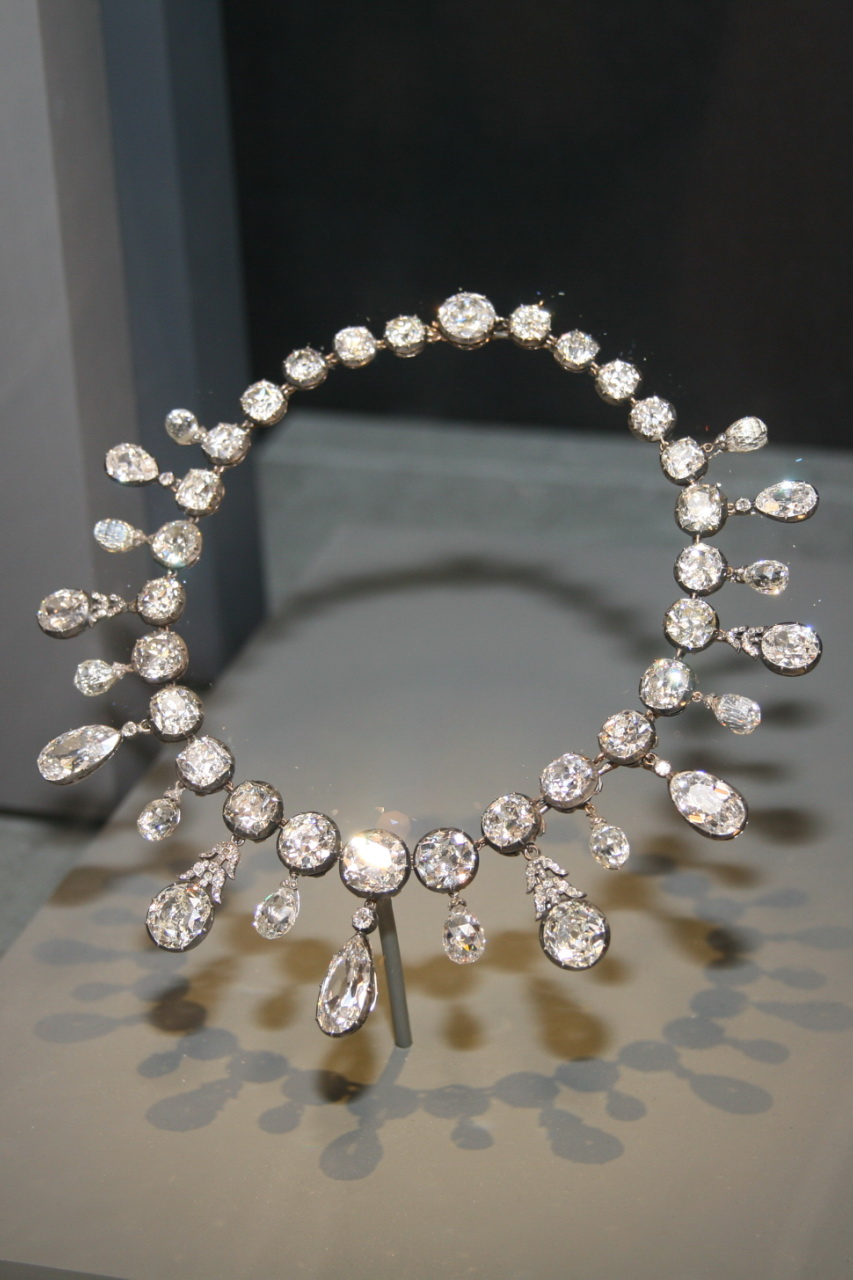
O Colar de Diamantes de Napoleão, em exposição no Instituto Smithsoniano, em Washington, D.C..

A arquiduquesa permaneceu como figura influente nos bastidores da corte mesmo após a morte do seu marido, a tal ponto que, quando surgiram rumores de que ela estaria prestes a casar-se com o mordomo-mor de sua casa, o conde Cavriani, ninguém ousou dizer uma palavra contra ela. No final, comprovou-se que os rumores eram falsos . Durante sua viuvez, ela passou os meses de inverno em Viena e os meses de verão no Castelo Reichstadt na Boêmia .
Maria Teresa de Bragança incentivou e apoiou seu enteado Francisco Fernando em sua determinação de se casar com a condessa Sofia Chotek contra a vontade de sua família . Ela viajou até um convento em Praga para buscar Sofia e a hospedou em sua própria casa, intercedendo por ela junto ao imperador Francisco José I. Quando a união foi finalmente autorizada, Maria Teresa organizou todos os preparativos para o casamento, insistindo que a cerimônia ocorresse em sua capela privada .
Ela manteve-se próxima a Francisco Fernando e Sofia até o assassinato de ambos em Sarajevo, em 28 de junho de 1914, sendo a responsável por noticiar aos pequenos Sofia, Maximiliano e Ernesto sobre a morte trágica dos pais. Ela também conseguiu garantir a segurança financeira das crianças depois de dizer ao imperador que, se ele não concedesse aos órfãos uma renda anual, ela renunciaria à sua pensão em favor deles (pois a maior parte das propriedades de Francisco Fernando foram herdadas por seu sobrinho, o arquiduque Carlos) .
Francisco José morreu em 21 de novembro de 1916, deixando o trono para seu sobrinho, o arquiduque Carlos, filho do arquiduque Otto Francisco, que tornou-se imperador da Áustria (como Carlos I), rei da Hungria (como Carlos IV) e rei da Boêmia (como Carlos III). Ele iria reinar até novembro de 1918, quando o Império Austro-Húngaro desmoronou, após sua derrota na Primeira Guerra Mundial. Maria Teresa de Bragança acompanhou Carlos e sua esposa Zita (filha de sua irmã, Maria Antónia) para o exílio na ilha da Madeira, mas acabou por regressar a Viena, onde passou o resto de sua vida.
Em 1929, após um declínio em suas finanças, Maria Teresa de Bragança contratou dois agentes para vender nos Estados Unidos o Colar de Diamantes de Napoleão, uma peça herdada de seu marido. Após uma série de tentativas fracassadas de venda, a dupla finalmente vendeu o colar por US$ 60.000, com a ajuda do sobrinho-neto de Maria Teresa de Bragança, o arquiduque Leopoldo, que exigiu cerca de 90% do valor da venda a título de "despesas". Maria Teresa recorreu aos tribunais americanos, conseguindo recuperar o colar . O incidente terminou com a prisão de seu sobrinho-neto, e a fuga dos dois agentes .

### Morte
Maria Teresa de Bragança morreu em Viena, em 12 de fevereiro de 1944, aos 88 anos de idade. Seu corpo foi sepultado na Cripta Imperial de Viena, na Áustria.

## Títulos e honrarias
- 24 de Agosto de 1855 - 23 de Julho de 1873: "Sua Alteza Real, a Infanta Maria Teresa de Portugal".

- 23 de julho de 1873 – 12 de fervereiro de 1944: Sua Alteza Imperial e Real, a Arquiduquesa Maria Teresa da Áustria, Princesa da Hungria e Boêmia

## Descendência
| Nome            | Nascimento          | Morte               | Notas                                                                  |
| --------------- | ------------------- | ------------------- | ---------------------------------------------------------------------- |
| Maria Anunciata | 31 de julho de 1876 | 8 de abril de 1961  | abadessa do convento teresiano de Hradschin, Praga.                    |
| Isabel Amália   | 7 de julho de 1878  | 13 de março de 1960 | casada (1903) com o príncipe Alois de Liechtenstein, com descendência. |